# Bananbröd

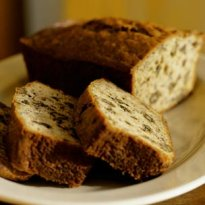
Bananbröd

Bananbröd är en typ av bröd som innehåller bananer. Det är ett sött, kakliknande bröd som innehåller bakpulver som jäsningsmedel, även kallad quick bread på engelska. Det finns även bananbröd som innehåller traditionella jäsningsmedel.

## Historia
Bananer dök upp i USA på 1870-talet och det tog ett tag för dem att framstå som en ingrediens för desserter. Det moderna bananbrödsreceptet började publiceras i amerikanska kokböcker, som Pillsburys Balanced Recipes receptbok, runt 1930-talet och dess popularitet hjälpte till stor del genom införandet av bakpulver och bikarbonat på marknaden. Bananbrödet fick en större spridning i och med publiceringen av Chiquita Bananas receptbok år 1950.
Vissa livsmedelshistoriker tror att bananbröd var en biprodukt av den stora depressionen eftersom resursrika hemmafruar inte ville kasta övermogna bananer eftersom de då var en dyr vara att köpa, andra tror att det moderna bananbrödet utvecklades i företagskök för att marknadsföra mjöl och bakpulver[källa behövs]. Det kan också vara en kombination av båda teorierna, i den mån de utvecklas i ett företagskök för att marknadsföra mjöl och bakpulver, samt marknadsföras som en metod för att använda övermogna bananer.

## Variationer
- Bananbröd med nötter (ofta med hackade nötter som valnötter, pekannötter eller mandel)
- Chokladbananbröd (med chokladflis)
- Bananbrödsmuffins
- Vegansk bananbröd (bakad utan ägg och mejeriprodukter)
- Bananbröd med frukt (exempelvis med russin)